# Lorenzo Nespoli
Lorenzo Nespoli, né le 30 septembre 2004 à Carate Brianza, est un coureur cycliste italien. Il est membre de l'équipe MBH Bank Ballan CSB.

## Biographie
Lorenzo Nespoli est né à Carate Brianza, en Lombardie. Il grandit dans la localité voisine de Giussano. Durant son enfance, il essaye divers sports comme l’athlétisme, la gymnastique ou le rugby. Son intérêt finit toutefois par se porter toutefois vers le cyclisme, que pratique son père. Sous l'impulsion de ce dernier, il participe à ses premières courses à l'âge de dix ans. Sa première licence est prise au Gruppo Sportivo Giovani Giussanesi. En dehors de sa carrière sportive, il a suivi des études dans le domaine de la mécatronique,. 
Chez les juniors, il obtient notamment quatre victoires et diverses places d'honneur en 2022. Il connait aussi sa première sélection en équipe nationale d'Italie pour participer au Saarland Trofeo, une manche de la Coupe des Nations Juniors. Après ses performances, il intègre la formation continentale Colpack Ballan CSB en 2023. Aux côtés de plusieurs coéquipiers, il devient champion d'Italie du contre-la-montre par équipes espoirs. Il s'impose par ailleurs sur la Coppa Caduti di Reda au niveau amateur. 
En 2024, il remporte deux étapes du Tour of Tea Horse Road, une compétition chinoise disputée autour de l'ancienne route du thé. La même année, il termine premier du Trofeo Comune di Capraia, deuxième de la Freccia dei Vini ou encore troisième de Milan-Rapallo. Il conserve également son titre de champion national espoir dans le contre-la-montre par équipes, avec la formation Colpack. Sur le Tour d'Italie espoirs, il gagne le classement de la montagne grâce à plusieurs échappées. 
Au printemps 2025, il remporte le Gran Premio Palio del Recioto, réservé aux cyclistes de moins de 23 ans. Il s'agit de son premier succès acquis sur une épreuve inscrite au calendrier de l'UCI Europe Tour. Chez les professionnels, il parvient à se classer huitième de la dernière étape de la Semaine internationale Coppi et Bartali.

## Palmarès
- 2021
  - Olgiate Molgora-Ghisallo
- 2022
  - Trofeo Comune di Gussago
  - Medaglia d'Oro Città di Monza
  - Trofeo Virgilio Pezzotta-Cene-Altino
  - Trofeo Upslowtour (contre-la-montre)
  - 2e du Trofeo Madonna del Cavatore
- 2023
  -  Champion d'Italie du contre-la-montre par équipes espoirs
  - Coppa Caduti di Reda
- 2024
  -  Champion d'Italie du contre-la-montre par équipes espoirs
  - Trofeo Comune di Capraia
  - 1re et 5e étapes du Tour of Tea Horse Road
  - 2e de la Freccia dei Vini
  - 3e de Milan-Rapallo
- 2025
  - Gran Premio Palio del Recioto